# Zalarnaca lobata
Zalarnaca lobata är en insektsart som beskrevs av Andrej Vasiljevitj Gorochov 2005. Zalarnaca lobata ingår i släktet Zalarnaca och familjen Gryllacrididae. Inga underarter finns listade i Catalogue of Life.